# John Mowbray, 3. hertug af Norfolk
John Mowbray, 3. hertug af Norfolk, KG, Earl Marshal (12. september 1415 – 6. november 1461) var en engelsk stormand i det 15. århundrede, der på trods af en relativt kort politisk karriere spillede en vigtig rolle i de første år af Rosekrigene. Mowbray blev født i 1415, den eneste søn og arving til John Mowbray, 2. hertug af Norfolk og Katherine Neville. Han arvede sine titler ved sin fars død i 1432. Som mindreårig blev han myndling under for kong Henrik 6. og blev underlagt Humphrey, hertug af Gloucesters formynderskab, og Mowbray fulgte ham senere på felttog i Frankrig. Han ser ud til at have haft en uregerlig og oprørsk ungdom. Selvom detaljerne omkring hans uredelige opførelse er ukendte, var de alvorlige nok til, at kongen kritiserede ham skarpt og separerede ham fra hans støtter. Mowbrays tidlige karriere blev brugt i hæren, hvor han holdt krigstidsembedet Earl Marshal. Senere ledede han forsvaret af Englands besiddelser i Normandiet under Hundredårskrigen. Han kæmpede i Calais i 1436, og gjorde i løbet af 1437–38 tjeneste som warden of the East March ved grænsen til Skotland, inden han vendte tilbage til Calais.
Mowbrays ægteskab med Eleanor Bourchier i begyndelsen af 1430'erne trak ham ind i den stærkt partiske og komplekse politik i East Anglia, og han blev den bitre rival til William de la Pole, jarl (senere hertug) af Suffolk. Mowbray førte sine fejder med kraft og tog ofte loven i egne hænder. Denne ofte voldelige tilgang tiltrak kronens misbilligende opmærksomhed, og han skyldte massive summer og blev fængslet to gange i Tower of London. Hans fjender, især de la Pole, tyede også til voldelig taktik. Derfor søgte lokale herrer i Mowbray en leder, men ofte forgæves. De la Pole var en magtfuld lokal styrke og kongens favorit, mens Mowbray var ingen af delene.
Da lov og orden kollapsede i det østlige England, blev den nationale politik mere og mere fraktioneret med folkeoprør mod kongens rådsmedlemmer. Richard, hertug af York, der i 1450'erne følte sig udelukket fra regeringen, greb til våben. Han gjorde oprør to gange, og begge gange forsvarede Mowbray kong Henrik. Til sidst gik Mowbray over på mod Yorks side, da York delte hans fjendskab til de la Pole. I store dele af dette årti lykkedes det Mowbray at undgå direkte involvering i det splittede politiske klima og sluttede sig til York tidligt i 1460 indtil Yorks død senere samme år. I marts 1461 var Mowbray medvirkende til Edvards sejr i slaget ved Towton, dan han ankom med forstærkninger sent i slaget. Han blev belønnet af det nye styre, men nåede ikke at leve længe og nyde det. Han døde i november 1461 og blev efterfulgt som hertug af Norfolk af sin eneste søn, John.

## Baggrund og ungdom
John Mowbray var den eneste søn af John Mowbray, 2. hertug af Norfolk, og hans hustru Katherine Neville, som var datter af Ralph Neville, 1. jarl af Westmorland, en magtfuld stormand i det Nordengland. Den yngre Mowbray blev født den 12. september 1415, mens hans far var i Frankrig på felttog med Henrik 5. Mowbray var sytten år ved sin fars død og stadig lovmæssigt mindreårig. Under hans formynderskab blev hans godser tildelt af Henrik 6. til Humphrey, hertug af Gloucester til en forpagtning på 2000 mark (ca. 1.667 £). Indtil han blev myndig, blev Mowbray-besiddelserne administreret af den engelske statskasse til kronen fordels på et tidspunkt, hvor regeringen havde stort behov for kontanter på grund af Hundredårskrigen. Mowbrays formynderskab og retten til at arrangere hans ægteskab blev solgt til Anne af Gloucester, grevinde af Stafford for 2.000 £. I marts 1434 havde Anne arrangeret Mowbrays ægteskab med hendes datter Eleanor Bourchier.
Som en ung mand ser Mowbray ud til at have været voldsom og besværlig og have omringet sig med lige så uregerlige støttet. Dette synes at have tiltrukket kongens opmærksomhed: Mowbray havde ganske kort forinden, sammen med de andre stormænd, svoret en ed i parlamentet om ikke at rekruttere eller byde skurke og forbrydere velkommen i deres nærhed eller at opretholde dem. Han blev indkaldt foran kongen og hans råd. Mowbray blev instrueret i, hvordan han fremover skulle opføre sig, og der blev pålagt ham en præcis levevis. Præcis hvilke aspekter af Mowbrays adfærd, der blev betragtet som problematiske, vides ikke, men da det resulterede i en hidtil uset begrænsning af ham, måtte hans opførsel have været betragtet som "unormal". Forordningerne dikterede ikke kun det tidspunkt, hvornår han skulle gå i seng om natten og stå op om morgenen, men betingelserne vedrørte også hans adfærd. Hans uregerlige støtter blev afskediget og erstattet med dem, som Henrik 6. anså for egnede. Deres erklærede rolle var at tilvende Mowbray til et "godt styre og god regeringsførelse", og de skulle ikke bare guide Mowbray, men også rapportere enhver ulydighed om rådets instruktioner tilbage til dette organ.

### Arv
Ved sin fars død i 1432 arvede Mowbray embedet Earl Marshal, men endnu ikke sin fars lande eller titler. Mowbrays far havde ikke fuld kontrol over sine godser, da de var behæftet af to Mowbray-enker, den ældre Mowbrays mor Elizabeth Fitzalan (indtil hendes død i 1425) og hans svigerinde, Constance Holland. De holdt hver en tredjedel af arven som deres livgeding, en situation der gentog sig ved den ældre Mowbrays død i 1432 og efterlod Constance og Katherine som de to enke. Constance døde i 1437, men Mowbrays mor levede videre indtil omkring 1483. På grund af dette beskrev historikeren Rowena Archer, som har lavet et af de få fulde studier af Mowbray-familien, Mowbray som arvingen til en "håbløs" og "byrdefuld" arv. Det fik også politiske konsekvenser for fremtiden. Da han aldrig havde meget ejendom i de amter, hvor hans arv var (for eksempel kun syv af de 26 herregårde, som Mowbray-familien havde i Norfolk og Suffolk), blev hans indflydelse således begrænset der.
Umiddelbart efter sin fars død gjorde Mowbray krav på Jarldømmet Arundel, hvilket satte ham op mod John, Lord Maltravers, som også havde gjort krav. Dette var en gammel strid. Mowbrays far og bedstefar havde også stræbet efter jarldømmet og dermed blokeret Maltravers' fars krav. Mowbray baserede sit krav gennem sin bedstemor Elizabeth Fitzalan, hertuginde af Norfolk; Maltravers gennem sin oldefar Richard FitzAlan, 11. jarl af Arundel. I juli 1433 fremlagde Mowbray et andragende til Parlamentet (idet han modtog særlig tilladelse til at deltage som mindreårig). Mowbray, "i en ret bemærkelsesværdig beslutning," skriver Archer, tabte sagen. Maltravers døde dog i maj 1435 og blev derfor aldrig indkaldt til parlamentet under hans nye titel.
Mowbrays forfædre havde overvejende været stormænd i Midlands med base i deres Lincolnshire-godser. Selv hans far, efter at han var blevet hertug af Norfolk og arvede sin mors livgedinger i East Anglia, var ofte en fraværende herre. Mowbrays far var således aldrig i stand til at etablere et betydeligt (eller "særligt sammenhængende") regionalt følge der, og dette var den situation, som Mowbray arvede.

## I kongens tjeneste
I august 1436 fulgte Mowbray med hertugen af Gloucester på et felttog for at undsætte Calais, der på det tidspunkt blev belejret af Filip den Gode, hertug af Burgund. Felttoget, hvortil Mowbray bidrog med et kontingent, var "en af de største engelske hære samlet i det femtende århundrede." Felttoget var en succes, og Burgund blev tvunget til at trække sig tilbage. Den 13. september samme år, modtog Mowbray sin arvs liberi og påbegyndte straks en travl periode helliget i kongens tjeneste. I 1437, muligvis på grund af Gloucester protektion, blev Mowbray udnævnt til Warden of the East March for en et-årig periode. Han havde ringe erfaring i Nordengland, men alligevel blev han betalt en krigstidsløn på 5.000 £ for at kæmpe mod skotterne.
Mowbray vendte tilbage til Calais og Guînes i 1438 og ledte en ekspedition for at styrke deres forsvar, da Burgund stadig udgjorde en trussel. Selvom han kort efter vendte tilbage til England, var han i juni 1439 igen tilbage i Calais i Oye, som eskort for ærkebiskop John Kemps diplomatiske mission til fredskonferencen. Muligvis var Mowbray imod kongens udenrigspolitik, som da havde til formål at skabe fred med franskmændene.

## Fejde med William de la Pole
I store dele af 1430'erne havde Mowbray problemer i East Anglia, hvor størstedelen af hans godser nu lå. William de la Pole blev stadig mere magtfuld, både ved hoffet og i regionen, og var Mowbrays største rival. Mowbray havde nok politisk indflydelse i 1430'erne til at kontrollere parlamentarisk repræsentation i Suffolk, men hertugens lokale betydning svækkede hans greb. Mowbray tørnede sammen med de la Pole og begik mange ulovligheder ved at gøre det. Disse omfattede beskadigelse af rivalers ejendom, overfald, falske beskyldninger om forbrydelse (med konfiskation af ejendele) og endda mord.
For Mowbray var East Anglia som centrum for hans landbesiddelsers myndighed tvunget ned over ham, da det var her, flertallet af hans godser var placeret. Meget af hans Lincolnshire-arv blev holdt af hans mor som en enke. Han var dengang en nybegynder i regionens politiske spil, og måtte dele indflydelse med andre. Da han blev myndig var de la Pole, med hans forbindelser til centralregeringen og kongen, en etableret magt i regionen. Han forhindrede Mowbrays forsøg på regional dominans i over et årti, hvilket førte til en fejde, der strakte sig fra det øjeblik Mowbray blev hertug af Norfolk til mordet på de la Pole i 1450. Fejden var ofte voldelig og førte til kamp mellem deres støtter. I 1435 ledte Robert Wingfield, Mowbrays forvalter af Framlingham, en gruppe af medlemmer af Mowbrays følge, der myrdede James Andrew, en af de la Poles mænd. Da lokale rådmænd forsøgte at arrestere Wingfields parti, sidstnævnte lod pile regne ned på rådmændene, men Mowbray sikrede kongens benådninger til de ansvarlige.
Fra 1440 var de la Pole en af kongens favoritter. Han stod bag fængslingen af Mowbray ved mindst to lejligheder: i 1440 og i 1448. Den første så ham bundet til det betydelige beløb på 10.000 £, og indskrænket til at bo i kongens husstand, hvilket forhindre ham i at vende tilbage til East Anglia for at søge hævn. Ligeledes modtog han, bortset fra en udnævnelse til dommer i Norwich i 1443 (efter at Gladmans oprør var blevet slået ned), ingen andre vigtige embeder eller protektion fra kronen. Historikeren Colin Richmond, der har skrevet en nylig biografi om Mowbray, har beskrevet dette som Mowbrays "mørke tid". Richmond antyder, at Mowbray kort efter sin sidste fængsling i 1449 foretog en pilgrimsrejse til Rom, en tilladelse til ham til dette var blevet udstedt tre år tidligere.
De la Pole stod succesfuldt imod. Inden for et par år kunne Mowbray ikke beskytte medlemmerne af sit følge, som han tidligere havde gjort. Et Paston-brev fortæller, hvordan Robert Wingfield, der var involveret i en bitter strid med en Robert Lyston, "opdrev og forlod den værdige prins hertugen af Norffolk for atter at gøre det af med den pågældende Robert Lyston" fra sidstnævntes Suffolk-herregårde. Lyston, med de la Poles støtte, sagsøgte gentagne gange Wingfield, indtil Wingfield i 1441 blev fængslet i Tower of London. I 1440 var Mowbray i stand til at påvirke statskassen til at ophæve Wingfields bøder, men Mowbrays succes var flygtig. Mowbray var mere succesrig med sin støtte til John Fastolf, i en af sidstnævntes mange retssager i 1441 og var i stand til at påtvinge en fordelagtig løsning (for Fastolf) i kanslerretten. Generelt skriver, Helen Castor, at "viste [Mowbrays indflydelses] sig dog sørgelig utilstrækkelig" til at beskytte og forsvare medlemmerne af hans følge og hans fæstere i en sådan grad, som de med rimelighed kunne have forventet af deres herre. En historiker har skrevet, at det var hans støtters uheld, at "Norfolks magt aldrig matchede den status, der blev tilskrevet ham".
Mowbrays personlige og politiske situation forbedredes ikke i det følgende årti. Mellem 1440 og 1441 blev han fængslet i Tower of London efter en strid med John Heydon, der var nært knyttet til de la Pole. Mowbray blev den 2. juli 1440 påkrævet den "enorme" sum af 10.000 mark, måtte bo i kongens husstand, mens han måtte sværge ikke længere at gøre Heydon fortræd.

### Kriminalitet og uorden i East Anglia
I 1443 blev Mowbray og Wingfield uvenner over Hoo herregård. Wingfield havde modtaget Hoo fra Mowbrays far, men Mowbray ville have det returneret. Striden endte i vold; R.L. Storey beskrev Mowbrays "argumentationsmetoder" som usædvanligt krigeriske. Ifølge Storey "bragte [hertugen] en styrke af mænd med kanoner og andre belejringsmotorer, slog løs på Wingfields hus i Letheringham, tiltvang sig adgang, plyndrede bygningen og fjernede værdigenstande til en værdi af næsten 5.000 £."
Wingfield forlod Mowbray i lyset af de fortsatte angreb på grund af Hoo og tilbød en belønning på 500 mark for et medlem af Mowbrays følges hoved. I november 1443 blev Mowbray påtvunget til at betale 2.000 £ for at holde fred med Wingfield og blev beordret til at møde op foran kongens råd den følgende april. Rådet beordrede dem til at søge voldgift. Dennee gik imod Mowbray, som måtte betale Wingfield 3.500 mark som erstatning for den skade, hertugen havde forårsaget i Letheringham. Han måtte også gengælde Wingfield for Hoo, før han kunne få det tilbage. Det var formodentlig som en del af disse retshandlinger, at Mowbray fik sin anden fængselsstraf i Tower, som begyndte den 28. august 1444. Han blev løsladt seks dage senere.
I juni 1446 blev Henry Howard, et medlem af Mowbrays fars følge, myrdet. Han besøgte på det tidspunkt sin svigerinde (og Mowbrays tante), Margaret Mowbray,da hendes hus kun var 8 km væk. Howards drabsmænd ser ud til at have været medlemmer af John, Baron Scrope of Mashams følge, og John kan muligvis aktivt have tilskyndet til drabet. Den 18. juni 1446 tilså Mowbray redegørelsen for en Ipswich-jury for at undersøge mordet, men sagen stoppede. Scrope indgav et andragende til kongen på baggrund af, at Mowbrays sager var "unøjagtige og i sin natur ondsindede", og som et resultat beordrede kongen, at sagen mod Scropes mænd ophørte. Mindst fem af de tretten jurymedlemmer var medlemmer af Mowbrays. Dette kan have været den eneste lejlighed, hvor Mowbray personligt sad i en lokal King's Bench-kommission som den behandlende fredsdommer.
Voldgiften løste ikke deres fejde, og i 1447 vendte Wingfield tilbage til angrebet. Sammen med et anden tidligere medlem af Mowbrays, William Brandon, angreb han, røvede og truede Mowbrays personale. Mowbray beordrede, som fredsdommer for Suffolk, ham til at holde kongens fred, men blev ignoreret. Wingfield blev derefter fængslet i Melton-fængslet, men tre timer senere brød Brandon ham ud af fængslet. Mowbray ansøgte med succes kancelliet om et brev, der forbød Brandon og Wingfield om at være mindre end 11 km fra Mowbray. Også denne ordre blev ignoreret, og de opholdt sig i Letheringham (kun 8 kilometer fra Mowbrays borg i Framlingham) og begyndte at bryde ind i medlemmer af Mowbrays følges huse i området. Mowbray anmodede om, at der blev organiseret en kommission af dommere for at undersøge Wingfield og Brandon, som blev udstedt i slutningen af december 1447.
I begyndelsen af 1450'erne mente Mowbray, at East Anglia var hans til at styre, og beskrev sig selv som den øverste hersker i dette område. I slutningen af 1440'erne søgte John de Vere, jarl af Oxford, en anden fjende af de la Pole, Mowbrays "gode herredømme". I 1451 samarbejdede Mowbray og de Vere i amtet Suffolk, mens de undersøgte mistænkte deltagere i Jack Cades oprør, som var brudt ud året før. Regionen var fortsat præget af uorden, og Mowbrays mænd var ansvarlige for meget af det. Uroen omfattede ødelæggelse af ejendomme, der tilhørte Alice Chaucer, hertuginde af Suffolk. Hertugen af Suffolk selv faldt fra magtens tinde og blev myrdet i april 1450. I de følgende år begik Mowbrays nære kreds ifølge Richmond "det ene overgreb efter det anden [og] hertugen var enten ude af stand til at kontrollere dem eller valgte ikke at gøre det". Mowbray brugte ethvert middel til at besejre sine modstandere, herunder at anklage dem for fredsløshed i et andet amt uden deres viden og derefter beslaglægge deres ejendele som tabte til sig selv.
Mowbray tvang også fangevogteren i Bury St Edmunds til at frigive en mand anklaget for mord til Mowbray varetægt. Ifølge fangevogterens senere beretning havde han gjort dette, men kun af "frygt og angst" for hertugen af Norfolk. Mowbray tilbragte en stor del af begyndelsen af 1450'ere på jagt efter de la Poles nære kreds.
Fjernelsen af de la Pole øgede ikke Mowbrays magt i East Anglia. Han havde stadig rivaler i regionen med rigdom og hofforbindelser. Især jarlen af Oxford ønskede at udvide sin jordbesiddelse fra Essex ind i Suffolk, mens Lord Scales havde modtaget resterne af de la Poles nære kreds af dronning Margrete. Det var denne mangel på politiske forbindelser (specifikt hans udelukkelse fra kongens råd), der førte til hans nederlag mod de la Pole. Mowbray mislykkedes med at påvirke lokale kommissioner og med at nominere parlamentariske kandidater til shire-valg. Under alle omstændigheder havde amtet Norfolk allerede et stærkt og relativt uafhængigt lag af velhavende adelsmænd, herunder Paston og Howard familierne, og dem omkring John Fastolf. De var ivrige efter at forstærke deres stillinger på bekostning af en nabo, endog en stormand.

## Senere karriere og politisk krise
I løbet af 1450'erne bliver engelsk politik mere og mere partisk og fraktioneret med periodevise stigninger i vold og lokal uorden. Jack Cades oprør i 1450, direkte rettet mod kongens favoritter såsom de la Pole, nævnte eksplicit Mowbray som en af kongens "naturlige rådgivere", der var nødvendige for at reformere riget. Alligevel var Mowbray en del af en større kongelig hær, der til sidst besejrede oprørerne.
Under den næste krise, Richard af Yorks næsten oprør i efteråret 1450, tog Mowbray Yorks side mod kongens nye favorit, Edmund Beaufort, hertug af Somerset. York hvervede Mowbrays støtte, da han var en af de få adelsmænd, der var åbenlyst kritiske over for hoffet. For førstnævnte var dette en logisk alliance, da Mowbray var en lige så bitter fjende af Somerset som York var. Mowbray samlede sine styrker i Ipswich den 8. november (efter at have beordret John Paston til at møde ham der "med så mange skarpe mænd som I måtte skaffe") og kan have rejst til London med York, som også havde rekrutteret lokalt. Da han ankom til parlamentet, var det altså med en stor, stærkt bevæbnet styrke. Mowbray blev sammen med hertugen af York og jarlen af Devon udpeget til at opretholde lov og orden i City of London i løbet af parlamentet, skønt hans følge skabte lige så mange problemer som det forhindrede. Den 1. december sluttede de sig til Yorks styrke og angreb Somersets hus i Blackfriars. Kampene førte til, at den belejrede hertug søgte tilflugt i Tower of London for sin egen beskyttelse.  To dage senere red kongen og hans stormænd gennem London med op til 10.000 mand. Mowbray red foran med en styrke på 3.000. Dette skue var omhyggeligt designet til at dæmpe eventuelle rester af støtte til Cades oprørere.
Mowbrays alliance med York var med afbrydelser. York gjorde igen oprør i 1452 og konfronterede en kongelig hær ved Dartford, hvor Mowbray var sammen med kongen. For sin tjeneste modtog han 200 £ og en guldkop. York kan have forladt alliancen på grund af hans indvendinger mod Mowbrays voldelige opførsel i East Anglia på et tidspunkt, hvor York præsenterede sig selv som kandidat for lov og orden. Mowbrays kampagne mod Somerset fortsatte i mellemtiden uformindsket. I 1453, da kongen var ude af stand til at regere og York rigsforstander, fremsatte Mowbray anklager mod Somerset i parlamentet og angreb hans manglende evne til at forhindre tabet af de "to så ædle hertugdømmer Normandiet og Guyenne" i Frankrig. Somerset blev fængslet i Tower of London det næste år. I april 1454, blev Mowbray bedt om at deltage i Yorks regentskabsråd, og selvom han svor loyalitet over Yorks regering, hævdede han at være for syg til at deltage.
Kongen genvandt sin forstand i begyndelsen af 1455, og protektoratet ophørte. Somerset blev løsladt fra Tower, og derfor kan Mowbray, ifølge historikeren Ralph Griffiths, måske ("ganske rigtigt" skriver han) have frygtet for sin egen sikkerhed.

### Rosekrigene
Efter protektoratet i 1454–55's sammenbrud trak York-herrerne sig tilbage til deres godser, og Mowbray distancerede sig fra fraktionspolitik. Der eksisterede en urolig fred mellem hoffet og York-fraktionen indtil april 1455, da kongen indkaldte et storrådsmøde i Leicester den følgende måned. Hertugen af York frygtede, at formålet med dette råd var at ødelægge ham. Adskillige af datidens krønikeskrivere antyder, at Somerset forgiftede kongens sind mod York. Hertugen og hans Neville-allierede svarede igen ved at rejse en hær fra deres nordlige godser. Kongen og en lille styrke forlod London den 20. maj. York-hæren nærmede sig nordfra med en hastighed beregnet til at overraske. I en forebyggende træk afskar York og hans allierede kongen i Det 1. slag ved St Albans. Mowbray formåede at undgå at blive involveret i kampene, selvom hans herolderne under ham, Earl Marshal, blev brugt under forhandlinger mellem de to lejre. Det er usikkert, på hvilket tidspunkt Mowbray sluttede sig til slaget, eller om han endda nåede frem til kongen i tide for at deltage. Kampene varede kun kort tid, og selvom der var meget få dødsfald blandt de kæmpende, blev Henry Percy, 2. jarl af Northumberland (far til 3. jarl af Northumberland), hertugen af Somerset og Lord Clifford dræbt. De var ikke de blot tre af kongens mest loyale støtter, men Percy og Somerset var som minimum Neville-familiens og Yorks bitre fjender.
Efter slaget truede Mowbray med at hænge den kongelige fanebærer, Sir Philip Wentworth, efter at have hørt, at Wentworth "smed den fra sig og flygtede" fra slagmarken. Uanset hvilken rolle, hvis nogen rolle, spillede Mowbray i kampene, betragtede samtidige ham nu som værende sympatisk over for York. Det er sandsynligt, at Mowbray bevidst vaklede. Han deltog ikke i Yorks sejrsparlament i 1455 og var muligvis draget på pilgrimsrejse. Han vides at have gået til Walsingham i 1456, og i løbet af de næste to år kan han have rejst til Amiens, Rom eller endda Jerusalem.
Efter fire års fred brød borgerkrigen atter ud i september 1459, da York-jarlen af Salisbury besejrede et kongeligt baghold i Slaget ved Blore Heath. Salisbury vandt slaget, men blev snart besejret sammen med hertugen af York i slaget ved Ludford. York-lederne flygtede i eksil. Mowbray havde ikke støttet nogen af siderne, men med York-lederne i eksil deltog Mowbray, da et parlament blev indkaldt i Coventry. Her fik York-lederne frataget deres ære, liv og gods, og den 11. december 1459 svor Mowbray en loyalitetsed om at bevare Henrik 6. på tronen. Han modtog adskillige kongelige kommissioner i de sidste måneder af Lancaster-styret.
Neviller-jarlerne og jarlen af March tilbragte deres eksil i Calais, mens York og hans anden søn, Edmund, jarl af Rutland, trak sig tilbage til Dublin. Neville-jarlerne vendte tilbage til England i juni 1460. De fik adgang til London, hvor de kunne planlægge et angreb på kongens hær, da med base i Northampton. Den 10. juli besejrede York-hæren under Warwick og March kongens hær i Slaget ved Northampton, og igen blev kongen taget til fange. Colin Richmond beskriver Mowbray som værende "mere tilbøjelige til at have observeret fra en sikker afstand end at have deltaget" i det.
York vendte tilbage fra eksil i oktober 1460 og til sine allieredes store frustration gjorde han krav på tronen. Mowbrays reaktion er usikker, da krønikeskrivere undlader at nævne ham, men nogle historikere noterer sig, at Mowbray sluttede sig til York-fraktionen efter deres tilbagevenden fra eksil. Den nøjagtige årsag til hans loyalitetsændring er ukendt. Colin Richmond hævder, at Lancaster-nederlaget i Northampton i juni 1460 var fundamentalt, og Mowbray mistede venner og kolleger. Det er muligt, at tilfangetagelsen af kong Henrik der tilskyndede ham til at forlade kongen. Christine Carpenter tilskriver det næsten udelukkende Mowbrays manglende evne til at forbedre sin position i Norfolk under Henrik, mens Castor peger på, at York-parlamentet i oktober 1460 var vendepunktet for Mowbray. Muligvis mente han, at det forsøgte forlig med Act of Accord var det bedst mulige udfald.
Kongen og dronningen havde stadig støtte fra en stor del af adelen og trak sig tilbage mod nord for at påbegynde en kampagne med at hærge York og Neville-jarlernes godser. Dette tvang York, Salisbury og Rutland til at bevæge sig nordpå den 9. december for at slå Lancaster-oprørerne ned. Mowbray forblev i London med Salisburys og Yorks sønner, jarlerne af Warwick og March. York og Salisbury felttog endte i en katastrofe. Da de valgte at møde en Lancaster-hær uden for hertugens slot ved Sandal blev York-styrkerne knust i Slaget ved Wakefield den 30. december. York, Rutland og Salisbury, døde under eller kort efter slaget. Dronningens hær rykkede sydpå mod London. Mowbray, Warwick og hans bror John Neville, Lord Montagu, marcherede nordpå for at standse Lancaster-hæren, der var på vej. Mowbray bragte kong Henrik med sig. Hærene mødte hinanden den 17. februar 1461 uden for St Albans, hvor York-hæren blev besejret. Mowbray og Warwick overlod kongen til hans hustru og hendes støtter og trak sig tilbage til London, inden den sejrende Lancaster-hær kunne nå byen.

### Slaget ved Towton
Lancaster-hæren marcherede mod London, men blev nægtet adgang. Den 3. marts 1461 deltog Mowbray i et storrådsmøde i Baynard's Castle, en lille gruppe af York-loyalister og indvilligede i at tilbyde Edvard, jarlen af March, tronen. Den følgende dag, hvilket var et tegn på den presserende karakter af beslutningen som York-lederne følte på dette stadium, blev Mowbray sendt til East Anglia for at "forberede sig til krigen på kong Edvards side". Lancaster-hæren var vendt tilbage til nord, hvor de to sider den 29. marts 1461 mødtes i Slaget ved Towton. Det skulle være et af de længste og blodigste slag, der er blevet udkæmpet på britisk jord, og "udkæmpet i brutalt Yorkshire vejr og ikke mindre bitter ånd", ifølge historikeren Charles Ross. På Mowbrays råd fulgte Edvard Lancaster-hæren nordpå med en ny hær.
Mowbray ser ud til at have rekrutteret med succes; et af Paston-brevene nævner, at "hver by har svaret og sendt afsted." Han forlod East Anglia via Cambridge den 17. marts 1461, hvor Sir John Howard, hans fætter og medlem af hans følge, og hans styrker sluttede sig til Mowbrays. Mowbrays hær kan have udgjort dele af Yor-bagtroppen, som sådan ikke en del af hovedhæren, og havde til hensigt at slutte sig til den senere. Han var stadig ikke sammen med Warwicks og Marchs krigsråd i Doncaster i slutningen af marts. Der er forskellige forklaringer på forsinkelsen. Han har måske haft problemer med at mønstre tropper. Hæren, der for nylig var blevet rejst til at kæmpe i St Albans, var blevet spredt, og dette ville kræve genmønstring. Det er sandsynligt, fordi han døde kun få måneder senere, at Mowbray for syg til at følge med den hoved York-styrken.
Ved Pontefract overlod Mowbray kommandoen til Howard, idet han vidste, at tiden var afgørende for York-fraktionen, og mens han var sammen med dem, kunne hans soldater kun marchere så hurtigt som han kunne. Hvis Mowbray var syg, er det usandsynligt, at han kæmpede personligt. Boardman bemærkede, at "en syg mand aldrig ville have overlevet en sådan krævende prøvelse, især en adelsmand i rustning." Hvis hans kontingent havde fået til opgave at medbringe York-artilleri, hvilket ville have bremset dem yderligere, de kan have efterladt rustning undervejs for at øge deres hastighed.
Mowbray ankom sent, men på et afgørende tidspunkt i slaget. Hans forlængede forsinkelse efter en dags bitter kamp må have været en bekymring for York-tropperne, især da de måske troede, at han var op til en dags march væk. Mowbrays fravær udgjorde et akut problem for dem. Philip A. Haigh beskriver dem klokken fire om eftermiddagen til at være fordømte uden ham. Der må have været mange beskeder mellem Edvard og Mowbray hele dagen lang, men kamptræthed var næsten helt sikkert begyndt på begge sider, da Mowbrays tropper dukkede op på den østlige kant af slagmarken.
Mowbray lancerede et afgørende angreb på Lancaster-flanke og rykkede dem til venstre. På samme tid gav hans ankomst nye kræfter til York-hæren og knuste Lancaster-hærens moral med hans overraskende angreb, og det førte hurtigt til at Lancaster-hæren blev tvunget på flugt, hvilket gav sejren til Edvard 4.

## Under Edvard 4.
Earl Marshals spillede en vigtig rolle i kroningen. Ligesom sine forgængere, forrettede Mowbray, som Earl Marshal, kroningen af Edvard 4. den 28. juni 1461. Inden for to måneder modtog han flere lukrative embeder. Offentlig orden var et problem fra begyndelsen af kongens regeringstid, og East Anglia var ingen undtagelse. Bander hærgede under parlamentsvalget i det år. Norfolk kan have opmuntret dette. Han er bestemt en mistænkt for at have beordret mordet på den ligsynsansvarlige Thomas Denys i august.
Selvom Mowbray støttede York-styret, mødte han stærk modstand fra adelen i East Anglia i det første regeringsår. Dette var på trods af kongens støtte og John Howards opbakning i shirerne. Howard var nu en af Mowbrays vigtigste medlemmer af hans følge, beskrevet som Mowbrays "med rette elskede fætter og tjener", og sherif af Norfolk. I november var han imidlertid blevet arresteret af det nye York-styre.

### Død
Mowbray levede ikke længe nok til at drage fordel af den Yorkiske sejr. Han døde den 6. november 1461, 45 år gammel, og blev begravet i Thetford Priory. Han blev efterfulgt af sin eneste søn, John. Hans mor, Katherine, levede indtil 1483. Hun havde allerede giftet sig to gange mere i sønnens levetid og blev efter hans død gift for fjerde gang med den meget yngre John Woodville, en yngre bror til dronning Elizabeth Woodville.

## Ægteskab og afkom
Mowbray giftede sig med Eleanor Bourchier, datter af William Bourchier, greve af Eu, og Anne af Gloucester, grevinde af Buckingham. Eleanor var søster til hans efterfølger som dommer, Henry Bourchier. Parret ser ud til at have haft et tæt bånd. Under en rejse i 1451 forlod Mowbray angiveligt sit følge for at nyde, ifølge Colin Richmond, "et privat møde" med sin hustru. Parret fik ét barn, også kaldet John, der i 1448 blev gift med Elizabeth, datter af John Talbot, jarl af Shrewsbury. Sønnen var sytten år, da hans far døde i 1461, og arvede boet fire år senere.

## Karakter og arv
Ralph Griffiths har foreslået, at da ærkebiskop John Kemp døde i 1453, kan det have været delvis på grund af den mobning og de trusler, han var blevet udsat for, mest "især af Norfolk selv". En moderne historiker har tilskrevet meget af Suffolks succes i regionen, som gjorde Mowbray fjendtligt indstillet, til Mowbrays "dumme inkompetence", og at han var "ineffektiv" i at hjælpe dem, der forventede at kunne stole på en herre af hans status' beskyttelse. J. R. Lander beskrev Mowbray som en "uærlig bølle", mens Richmond konkluderede, at han var "kavaler med andres rettigheder til et sikkert liv og et sikkert levebrød". Richmond skriver, at mens "mange aristokrater i Middelalderen var uansvarlige mænd... lå Mowbrays individualitet i grundigheden af hans uansvarlighed." I modsætning hertil mener Michael Hicks, at ære klart var vigtig for Mowbray, som hans forfølgelse af Somerset (for hertugens dårlige præstation i Frankrig) viser. Ligeledes som Earl Marshal, han må have haft en klar forståelse af ridderlighed og dens form, da det var grundlæggende for embedet.

## Kulturelle skildringer
Mowbray optræder, som "Hertugen af Norfolk", en mindre karakter i stykket Kong Henrik den Sjette, del 3 af William Shakespeare. Han optræder i akt 1, scene 1 og akt 2, scene 2 som støtte af hertugen af York. Første gang lige efter slaget ved St Albans, og er portrætteret "iøjnefaldende forbundet med opposition." Dette er ahistorisk, da Mowbray stadig var loyal over for kong Henrik på dette tidspunkt. Hans andet optræden i stykket er i slaget ved Towton. Stykket er blevet filmatiseret flere gange. I BBC TV-serien An Age of Kings fra 1960 vises karakteren i episoden " Heny VI: The Morning's War" og bliver portrætteret af Jeffry Wickham. I 1965 indspillede BBC igen de historiske skuespil til tv, denne gang baseret på 1963-teaterproduktionen The Wars of the Roses. Mowbray optræder i episoden "Edward IV" og spilles af David Hargreaves.
I skuespillet The Merry Devil of Edmonton fra tiden under Elizabeth 1. optræder Mowbray ikke som en karakter på scenen, men den komiske figur Blague hævder gentagne gange, at: "Jeg tjener den gode hertug af Norfolk." Præcis hvilken periode stykket er sat i, er et debatteret emne blandt forskere. Forslagene spænder fra kong Henrik 6. (1421–1471) til 1580'erne (i dronning Elizabeth 1.'s regeringstid). Shakespeare-forskeren W. W. Greg fra det 20. århundrede placerer det i Henrik 6.'s regeringstid og baserer sin konklusion delvist på Thomas Fullers posthumt udgivne History of the Worthies of England (1662). Hvis dette er tilfældet, ville den "hertug af Norfolk", der er omtalt i stykket, være Mowbray. Ifølge J. M. Bromley fremkalder stykket "ligheder mellem krybskytteri og forræderi", og den anonyme forfatter knytter bevidst denne hertug af Norfolk til begge. Rudolph Fiehler bemærkede, at Blagues tjeneste for hertugen i høj grad var baseret på de usmagelige egenskaber af "fejhed, krybskytteri og tyveri". Det er endvidere blevet foreslået, at hans komiske slagord, bevidst var beregnet til at anråbe Sir John Falstaff, en af Shakespeares mest kendte karakterer, for publikum. I Shakespeares Henrik den Fjerde, del 2, henvender Justice Shallow sig til Falstaff med at han en gang havde været en page for "Thomas Mowbray, hertug af Norfolk", [152] Mowbrays bedstefar. Falstaff betragtes almindeligvis som en fiktiv repræsentation af enten Sir John Oldcastle eller Sir John Fastolf - eller muligvis en sammensmeltning af de to. Begge er på forskellig vis forbundet med Mowbray.

## Bemærkninger
1. ↑  Sammen med [[Rigskonstabel af England]] var embedet som Earl Marshal et af de to vigtigste militærofficerer i Middelalderens England,[1] og er også blevet beskrevet som værende af "yderst vigtighed i forhold til ceremoni og behandlede ofte spørgsmål om forrang", såvel som at være ansvarlig for at føre parlament.[2] Archer bemærker, imidlertid, at "specifikke tilfælde, hvor én earl [marshal] påtager sig sager, der er afkommet fra hans embede er ekstrem sjældne".[3]
2. ↑  William de la Pole kom ind på den politiske scene i East Anglia i 1431, efter 15 års krigsindsats i Frankrig. Hans stigende magt i East Anglia, der så ofte forpurrede Mowbrays ambitioner, var ikke begrænset til regionalpolitik. Under en svag konge som Henrik 6., "regerede [de la Pole] reelt landet".[4] Ifølge Roger Virgo, blev Mowbray "påtvunget en underordnet position, endda ydmygelse" af de la Poles dominans.[5]
3. ↑  Westmorlands ældste søn af andet ægteskab, Mowbrays morbror, Richard Neville, 5. jarl af Salisbury ville senere alliere sig med Richard af York fra midten af 1450'erne og ind i Rosekrigenes første år. Salisburys søn var Richard Neville, 16. jarl af Warwick, kendt i dag som "Kongemageren."[8]
4. ↑  Det legale koncept for et livgeding havde eksisteret siden slutningen af det 12. århundrede som et middel til at forsvare en kvinde, der var blevet efterladt uden jord, hvis hendes ægtemand døde først. Han ville, når de blev gift, tildele hende bestemte godser. en dos nominata, oftest en tredjedel af alt han havde bemægtiget sig. I det 15. århundrede, havde enken ret til sit livgeding.[15] Den situation som Mowbray arvingerne oplevede var ikke unormal i slutningen Middelalderen. I Holland-familien havde arvesituationen været mere eller mindre den samme i de seneste 80 år, men da den sidste Holland jarl af Kent Edmund arvede titlen fra sin bror Thomas (der døde barnløs), i 1404, var godserne nødt til at støtte livgedingerne tilhørende Edmunds mother Alice, hans brors enke, Joan Stafford, og hans tane, Elizabeth af Lancaster, hertuginde af Exeter.[16] Edmund døde i 1408. Hans hustru blev da den fjerde enke til arven, og, da der ikke var nogen mandlige arvinger, blev den delt op og delt mellem dem og Edmunds fire søstre. [17]
5. ↑  Den præcise dato for Katherine Nevilles død er ukendt, men det vides at hun delotg kong Richard 3.'s kroning i juni 1483. Rowena Archer bestemmer hendes død til athave fundet sted i Epworth "i slutningen af sommeren samme år.[19]
6. ↑  Helen Castor skriver om den anden hertug af Norfolk, at han "brugte størstedelen af årene mellem 1415 and 1425 på tjeneste i Frankrig, men at på hans periodevise tilbagevendelser til England, ser han ud til at have besøgt East Anglia relativt sjældent, og i stedetdelt sin tid mellem London og Epworth".[22]
7. ↑  Calais havde væren under engelsk kontrol siden 1347. Selvom den ikke var økonomisk og industrielt anderledes end andre byer ved den nordfranske kyst, lå dens største fordel for englænderne i dens placering som den nærmeste gode havn til England. Endda før1347 havde Edvard 3. brugt maget tid på at forsøge at opbygge en alliance med byens borgere, dog uden succes.[24] David Grummitt, forfatteren til det seneste studie om Calais, skriver om det, som det var i det 15. århundrede: "Som de engelske kongers sidste fodfæste på kontinentet, blev Calais centrum for kronens militære and diplomatiske kræfter på at hævde sit krav på den franske trone," og at, "på trods af dets vigtighed for den engelske uldeksporthandel, var Calais... mest af alt, en 'krigsby.'"[25]
8. ↑  Howard-familien blev beskrevet som "en af de rigeste og mest fornemme adelslægter i England", og Sir Robert Howard (John Howards far) havde giftet sig med Mowbrays tante, Margaret et par år tidligere.[45] Robert havde længe været et medlem af Mowbrays fars husstand.[46]
9. ↑  John Scrope, 4. baron Scrope af Masham var broderen til Henry, Lord Scrope, henrettet af kong Henrik 5. for hans forræderiske rolle i Southampton sammensværgelsen.[48]
10. ↑  På et tidspunkt inden 1461 havde Brandon giftet sig med Wingfields datter Elizabeth.[52]
11. ↑  Barnebarn af digteren Geoffrey Chaucer, hun havde giftet sig med William de la Pole på et tidspunkt mellem 1430 og 1432 som hendes tredje og sidste ægtemand.[58]
12. ↑  York følte sig i stigende grad isoleret fra hoffet, selvom han var kongens nærmeste blodsslægtning og var på det tidspunkt kongens arving. Imidlertid resulterede Suffolks fald i Edmund Beaufort, 2. hertug af Somersets opstigen til den nye kongelige favorit, der yderligere overstrålede hertugen. York valgte at gribe til våben.[68]
13. ↑  I 1443 blev Somerset ophøjet til hertug og modtog ikke blot en livrente, men også forrang over Mowbray blandt højadelen. Faktisk, selvom Mowbray (ifølge Michael Hicks) "hyldede sig selv med at være af kongelig byrd", blev to andre kongelige hertuger ophøjet i 1440'erne, udover Suffolk[69] (Exeter and Warwick).
14. ↑  York holdt landbesiddelser i over tyve engelske amter, hovedsageligt i Nordengland og ved grænsen til Wales, men han holdt også en betydelig række godser omkring Suffolk/Norfolk grænsen.[73]
15. ↑  York var blevet allieret med Neville-familien, der primært bestod af Mowbrays morbror, Richard Neville, 5t. jarl af Salisbury, og hans søn, den fremmeste jarl i landet, Richard Neville, 16. jarl af Warwick. Alliance var begyndt på et tidspunkt i begyndelsen af 1450'erne og var blevet cementeret, da York var blevet udpeget til rigsprotektor, hvor York havde udpeget Salisbury til hans Lord Chancellor.[81]
16. ↑  På trods af sidstnævnte kan have været mere usandsynlig på grund af det faktum, at Palæstina var blevet tabt til tyrkerne i det 13. århundrede, og i det 15. århundrede blev det anset som en "usædvanlig handling" for engelske stormænd.[87]
17. ↑  Charles Ross bemærker, at dette var på trods af hans familiære forbindelse til York. Hans fætre deltog også i  Coventry parlamentet og sværgede ligeledes en ed til Henrik 6.[90]
18. ↑  Andrew Boardman finder det "usandsynligt" at Edvard ikke ville have samlet artilleri, mens han var i London, imidlertid har ingen senere arkæologiske undersøgelser kunne finde nogen tegn på deres tilstedeværelse på slagmarken.[114]
19. ↑  Hun overlevede alle sine Mowbray efterkommere, og derfor modtog ingen Mowbray hertug af Norfolk hendes fulde arv.[32]
20. ↑  Mowbrays farfar Thomas, 1. hertug af Norfolk, optræder også i Shakespeares Richard den Anden, men som en langt mere væsentlig karakter i en langt større rolle.[130]